# Hubbard Alexander
Hubbard Lindsay Alexander (né le 14 février 1939 à Winston-Salem et mort le 28 août 2016 à Reisterstown) est un joueur et entraîneur américain de football américain.

## Enfance
Alexander étudie à la Atkins High School de Winston-Salem où il s'illustre dans les équipes de football américain, de basket-ball et de baseball. Il est nommé capitaine en basket et en football et reçoit de nombreux honneurs lors de sa dernière année, en 1958, étant considéré comme l'un des meilleurs joueurs de la ville, du district et de la Caroline du Nord sur l'année.

## Carrière

### Université
Il s'inscrit à l'université d'État du Tennessee et joue trois années comme centre titulaire de l'équipe des Tigers. Alexander reçoit le titre d'All-American pour sa dernière saison et sort diplômé en éducation physique.

### Entraîneur
Alexander intègre le staff technique des Tigers pendant deux ans comme adjoint avant de devenir entraîneur général de trois lycées. Il revient en NCAA en 1975 où il devient entraîneur de la ligne défensive et des tight ends des Commodores de Vanderbilt avant de prendre la direction des Hurricanes de Miami, remportant deux championnats nationaux, comptant notamment parmi ses protégés Michael Irvin qu'il retrouvera chez les Cowboys de Dallas. Avec les Cowboys, Alexander poursuit avec les receveurs et décroche trois Super Bowl de 1989 à 1997. 
Ensuite, les receveurs des Vikings du Minnesota sont entraînés par Hubbard Alexander pendant deux saisons et l'ancien élève de Tennessee State s'occupe de Randy Moss lors de ses premiers matchs en NFL. Après quatre saisons comme coach chez les Saints de La Nouvelle-Orléans, Alexander quitte la NFL et fait une courte pige d'adjoint chez les Marshals de Cincinnati en National Indoor Football League, une fédération de football en salle. Il termine sa carrière en entraînant la Melrose High School de Tennessee.